# Olympic Địa lý Quốc tế
Olympic Địa lý Quốc tế (tiếng Anh: International Geography Olympiad, viết tắt: iGeO) là một kỳ thi quốc tế dành cho những học sinh xuất sắc nhất môn địa lý trong độ tuổi từ 16 đến 19 đã trải qua các Olympic Địa lý Quốc gia. Kỳ thi này 
được tổ chức mỗi năm một lần. Kỳ thi gồm có ba phần: một bài thi viết, một bài thi đa phương tiện, và một bài tập làm việc lĩnh vực quan trọng.
iGeO kiểm tra khả năng của mọi thí sinh bằng các mô hình không gian và các tiến trình. Đó là về các đường biên giới, các trung 
tâm, các vùng xa xôi, về khách du lịch, khủng bố và người tị nạn, về thương mại thực phẩm, quần áo, thuốc men và các dữ liệu số, về sự tăng dân số, El Nino, sóng thần và động đất, v.v.
Olympic Địa lý Quốc tế được tổ chức bởi Liên hiệp Địa lý Quốc tế (tiếng Anh: International Geographical Union (IGU)) Lực lượng Nhiệm vụ Olympic (tiếng Anh: Olympiad Task Force).

## Lịch sử
Trong đại hội năm 1994 của Liên minh Địa lý Quốc tế (IGU) ở Praha, người Ba Lan và Hà Lan đã đưa ra ý tưởng về một kỳ thi hay Olympic Địa lý quốc tế (iGeo) dành cho học sinh sinh viên độ tuổi giữa 15 và 19. Kỳ thi đầu tiên đã được tổ chức vào năm 1996 tại The Hague, Hà Lan, với năm nước tham gia. Số nước tham gia kỳ thi tiếp tục tăng lên tới 24 trong ấn bản năm 2008 tại Carthage, Tunisia.

## Mục đích
Mục đích của Olympic Địa lý Quốc tế nhằm:
- Thúc đẩy sự phát triển của địa lý học
- Kích thích mong muốn tìm tòi hiểu biết của thanh niên
- Kích thích nâng cao chất lượng địa lý trong trường học ở trên toàn thế giới

## Những nước chủ nhà
| Năm  | No.  | Nước chủ nhà             | Thành phố chủ nhà | Nhà vô địch cá nhân               | Đội tuyển đứng thứ nhất | Đội tuyển đứng thứ nhì | Đội tuyển đứng thứ ba | Số nước | Số người tham dự |
| ---- | ---- | ------------------------ | ----------------- | --------------------------------- | ----------------------- | ---------------------- | --------------------- | ------- | ---------------- |
| 2020 | XVII | Thổ Nhĩ Kỳ               | Istanbul          | -                                 | -                       | -                      | -                     | -       | -                |
| 2019 | XVI  | Indonesia hoặc Hồng Kông | TBD               | -                                 | -                       | -                      | -                     | -       | -                |
| 2018 | XV   | Canada                   | Thành phố Québec  | Nga Alen Kospanov                 | Romania                 | Singapore              | Hoa Kỳ                | 43      | 165              |
| 2017 | XIV  | Serbia                   | Belgrade          | Romania Victor Vescu              | Ba Lan                  | Romania                | Hoa Kỳ                | 41      | 160              |
| 2016 | XIII | Trung Quốc               | Bắc Kinh          | Thái Lan Wuttipat Kiratipaisarl   | Úc                      | Singapore              | Thái Lan              | 45      | 173              |
| 2015 | XII  | Nga                      | Tver              | Trung Hoa Đài Bắc Chang-Chin Wang | Ba Lan                  | Romania                | Trung Hoa Đài Bắc     | 40      | 159              |
| 2014 | XI   | Ba Lan                   | Kraków            | Hoa Kỳ James Mullen               | Singapore               | Úc                     | Romania               | 36      | 144              |
| 2013 | X    | Nhật Bản                 | Kyoto             | Singapore Daniel Wong             | Romania                 | Croatia                | Singapore             | 32      | 128              |
| 2012 | IX   | Đức                      | Cologne           | Singapore Samuel Chua             | Singapore               | Romania                | Ba Lan                | 31      | 124              |
| 2010 | VIII | Đài Loan                 | Đài Bắc           | Romania Barbu Ion Alexandru       | Singapore               | Úc                     | (Chưa rõ)             | 27      | 108              |
| 2008 | VII  | Tunisia                  | Carthage          | Romania Barbu Ion Alexandru       | Romania                 | Estonia                | Úc                    | 24      | 96               |
| 2006 | VI   | Úc                       | Brisbane          | Ba Lan Jacek Próchniak            | Ba Lan                  | Estonia                | Romania               | 23      | 92               |
| 2004 | V    | Ba Lan                   | Gdańsk            | Ba Lan Maciej Hermanowicz         | Ba Lan                  | Estonia                | (Chưa rõ)             | 16      | 64               |
| 2002 | IV   | Nam Phi                  | Durban            | Romania Florin Olteanu            | Romania                 | Ba Lan                 | Belarus               | 12      | 48               |
| 2000 | III  | Hàn Quốc                 | Seoul             | Ba Lan Adam Biliski               | Ba Lan                  | Hà Lan                 | Hàn Quốc              | 13      | 52               |
| 1998 | II   | Bồ Đào Nha               | Lisbon            | Ba Lan Katarzyna Kwiecińska       | Ba Lan                  | (Chưa rõ)              | (Chưa rõ)             | 5       | 20               |
| 1996 | I    | Hà Lan                   | The Hague         | Bỉ Steven Pattheeuws              | Ba Lan                  | Slovenia               | Bỉ                    | 5       | 20               |